# جبل أمشاد
جبل أمشاد هو جبل في المغرب، يبلغُ علوه حوالي 1238 متر، ينتمي الجبل إلى سلسلة جبال الأطلس.